# Índice regional de nevadas
El Índice Regional de Nevadas o Regional Snowfall Index( RSI ) es una escala utilizada por la NOAA para evaluar el impacto de las tormentas de invierno en los dos tercios del este de los Estados Unidos y clasificarlas en una de las seis categorías. El sistema se implementó por primera vez en 2014 y es un reemplazo del sistema de escala de impacto de nevadas del noreste (NESIS) que el Centro Nacional de Datos Climáticos (NCDC) comenzó a usar en 2005. El NCDC ha asignado retroactivamente valores RSI a casi 600 tormentas históricas que han ocurrido desde 1900.
Las tormentas se clasifican desde la Categoría 0 "Molestia", hasta la Categoría 5 "Extrema" en la escala. El impacto de las tormentas se evalúa en seis regiones diferentes de los Estados Unidos: el noreste, el norte de las Montañas Rocosas y las llanuras, el valle de Ohio, el sur, el sureste y el medio oeste superior.
El índice hace uso de las diferencias regionales y de población para evaluar el impacto de las nevadas. Por ejemplo, las áreas que reciben muy pocas nevadas en promedio pueden verse más afectadas que otras regiones, por lo que el índice otorgará tormentas en esas regiones con mayor severidad.

## Descripción general

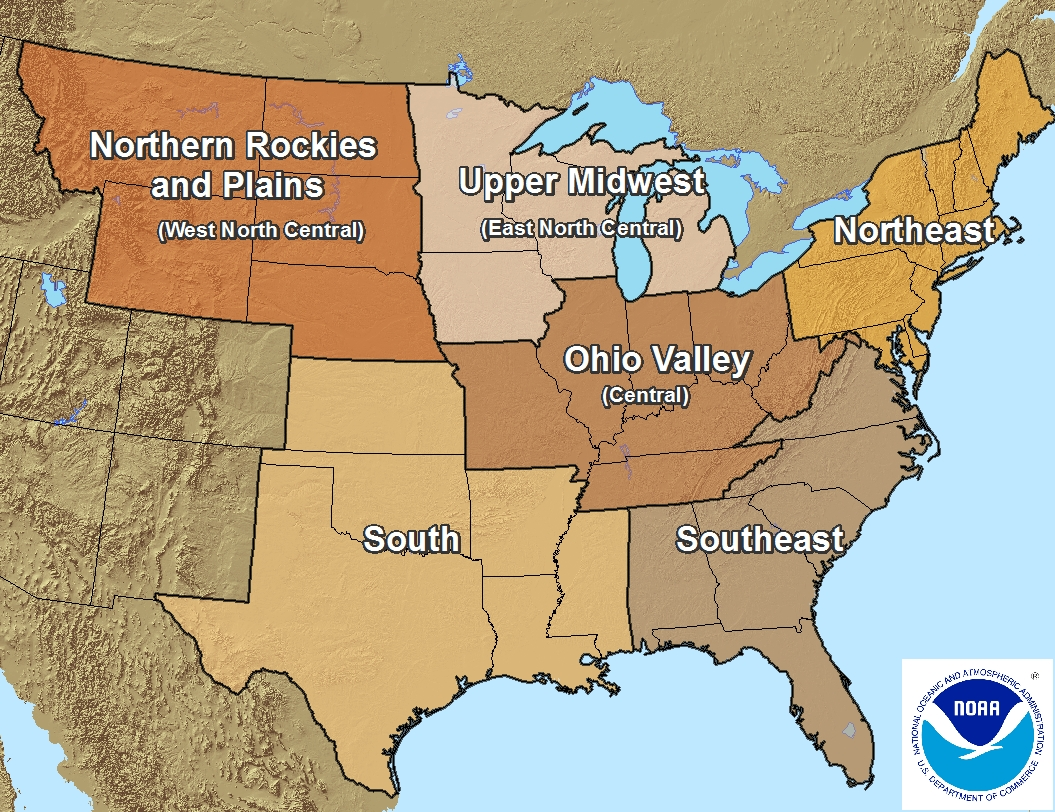
Las seis regiones meteorológicas orientales de los Estados Unidos para las que se calcula el índice regional de nevadas.

En cada región, se establecen cuatro "umbrales" basados en registros climatológicos para el cálculo del valor RSI:
- Una cuarta parte de la cantidad de nieve que normalmente ocurre una vez cada 10 años.
- La mitad de la cantidad de nieve que normalmente ocurre una vez cada 25 años.
- La cantidad de nieve que normalmente ocurre una vez cada 25 años.
- Una vez y media la cantidad de nieve que normalmente se produce una vez cada 25 años.

Por ejemplo, en el noreste, una cierta ubicación tendrá 16 pulgadas de nieve una vez cada 10 años y 20 pulgadas una vez cada 25 años, por lo que los umbrales son 4, 10, 20 y 30 pulgadas.
Para cada umbral y cada región, se determina un área de referencia y una población; para una tormenta dada, el área que excede un umbral particular se normalizará por el valor de referencia. Por ejemplo, para una tormenta en el noreste, el área que recibe al menos 4 pulgadas de nieve se divide entre 149 228 millas cuadradas y la población afectada se divide entre 51 553 600 (según los datos del censo de 2010). Esto da ocho números diferentes que representan qué tan extendida está la tormenta en comparación con las tormentas de nieve notables en esa región. El área y la población de referencia representan el área y la población promedio de las grandes tormentas, por lo que cada una de estas ocho medidas diferentes promediará un valor RSI de 1,0 entre las tormentas consideradas notables (para la muestra de calibración). El RSI es simplemente la suma de estos ocho números.